# Isabeau Courdurier
Isabeau Courdurier, née le 8 mars 1994 à Aix-en-Provence, est une cycliste française, spécialiste de l'enduro triple championne du monde et triple championne de France de la discipline.

## Biographie

### Vie privée
Isabeau Courdurier naît le 8 mars 1994 à Aix-en-Provence, mais grandit à Gardanne,.
Elle réside depuis 2021 à Pourrières, mais s'entraîne régulièrement aux 2 Alpes.
En 2020, Isabeau Courdurier s'engage auprès de l'association Fifty Fifty dans un programme de reconstruction par la voile de femmes ayant subi des violences.

### Carrière cycliste
Dès l'âge de cinq ans, elle se lance dans le VTT cross-country et commence la compétition, qui la mène en compétition régionale puis nationale. À dix-sept ans, elle se professionnalise et passe à l'enduro.
En 2016, elle rejoint l'équipe Sunn et crée en 2018 l'équipe Intense Mavic Collective avec Kilian Bron et Cédric Carrez, son manager et compagnon dans la vie. En février 2020, elle rejoint l'équipe Lapierre Zipp Collective.
De 2016 à 2019, elle reste trois ans sans discontinuer au deuxième rang mondial, derrière Cécile Ravanel, avant d'accéder à vingt-quatre ans au titre de championne du monde de la discipline en remportant huit victoires sur huit courses,,.
Blessée, elle décide en 2020 de ne pas terminer la saison.
En 2021 après avoir perdu son père  elle traverse une période mentale et physique difficile mais obtient un titre de championne de France.
En 2022 elle est à nouveau championne de France à Accous puis, malgré une blessure impressionnante en milieu de saison (son pied transpercé par un morceau de bois lors d'une course de e-bike à Valberg), elle devient championne du monde de VTT Enduro pour la deuxième fois de sa carrière.
En 2023 elle remporte une nouvelle fois le titre de championne du monde (son troisième mais le premier sous l’égide de l’UCI) et s’adjuge également un troisième titre de championne de France, devenant ainsi la féminine la plus titrée de la discipline.

## Palmarès

### Coupe du monde
- Coupe du monde d'enduro
  - 2019 : 1re du classement général, vainqueur de huit manches sur huit
  - 2022 : 1re du classement général, vainqueur de quatre manches
  - 2023 : 1re du classement général, vainqueur de quatre manches
  - 2024 : 2e du classement général, vainqueur de deux manches

### Championnats de France
- 2021
  -  Championne de France d'enduro
- 2022
  -  Championne de France d'enduro
- 2023
  -  Championne de France d'enduro